# Wikibase
Wikibase es un conjunto de extensiones de MediaWiki para trabajar con datos en un repositorio central. Sus componentes principales son el Wikibase Repository, una extensión para almacenar y administrar datos, y el Wikibase Client, el cual permite obtener e incrustar datos estructurados desde un repositorio de Wikibase. Wikibase fue desarrollado y es usado por Wikidata.
Wikibase tiene una interfaz de usuario basada en JavaScript, y provee métodos para exportar todo o parte de los datos en muchos formatos. Algunos proyectos que ocupan Wikibase incluyen Wikidata, Eagle Project de Europeana y Droid Wiki.